# Jean-Baptiste Riché
Jean-Baptiste Riché, comte de la Grande-Rivière (1780-1847) est un général et noble haïtien devenu président de la République en 1846.  
Il est l'avant-dernier président de la Seconde république haïtienne. Il meurt durant son mandat, probablement empoisonné. Son successeur, Faustin Soulouque, deviendra par la suite empereur mettant ainsi fin à la république.

## Biographie
Jean-Baptiste Riché naît libre et affranchi. Son père a été sergent dans la milice coloniale et sert dans les rangs des révolutionnaires. Jean-Baptiste Riché rejoint la révolution haïtienne vers 1801. Après l'indépendance d'Haïti en 1804, Riché rallie les troupes d'Henri Christophe qui le promeut au rang de général en 1807. Durant la guerre civile entre Alexandre Petion et Henri Christophe, il participe aux victoires militaires de Christophe et à la défense de Port-au-Prince. Par la suite, il est titré comte de la Grande-Rivière par ce dernier.   
Après la chute de la monarchie en 1820, il se rallie au gouvernement du dictateur Jean-Pierre Boyer dont il devient ministre. 
Après la chute de Boyer, il se rallie à la république et continue sa carrière politique dans le gouvernement conservateur du prince Pierrot, alors président de la république.
En 1846, il s'oppose au prince et prend sa place. Il est alors proclamé président de la République et restaure la Constitution de 1816. Il tente de modifier le rôle politique des présidents et d'instaurer un nouveau paysage politique dans le pays. Mais il meurt en 1847, sans doute empoisonné.